# Cosne-Cours-sur-Loire (quận)
Quận Cosne-Cours-sur-Loire là một quận của Pháp, nằm ở tỉnh Nièvre, ở vùng Bourgogne. Quận này có 7 tổng và 64 xã.

## Các đơn vị hành chính

### Các tổng
Các tổng của quận Cosne-Cours-sur-Loire là: 
1. La Charité-sur-Loire
2. Cosne-Cours-sur-Loire-Nord
3. Cosne-Cours-sur-Loire-Sud
4. Donzy
5. Pouilly-sur-Loire
6. Prémery
7. Saint-Amand-en-Puisaye

### Các xã
Các xã của quận Cosne-Cours-sur-Loire, và mã INSEE là: 
| 1. Alligny-Cosne (58002)            | 2. Annay (58007)                      | 3. Arbourse (58009)                 |
| 4. Arquian (58012)                  | 5. Arthel (58013)                     | 6. Arzembouy (58014)                |
| 7. Beaumont-la-Ferrière (58027)     | 8. Bitry (58033)                      | 9. Bouhy (58036)                    |
| 10. Bulcy (58042)                   | 11. Cessy-les-Bois (58048)            | 12. Champlemy (58053)               |
| 13. Champlin (58054)                | 14. Champvoux (58056)                 | 15. Chasnay (58061)                 |
| 16. Chaulgnes (58067)               | 17. Châteauneuf-Val-de-Bargis (58064) | 18. Ciez (58077)                    |
| 19. Colméry (58081)                 | 20. Cosne-Cours-sur-Loire (58086)     | 21. Couloutre (58089)               |
| 22. Dampierre-sous-Bouhy (58094)    | 23. Dompierre-sur-Nièvre (58101)      | 24. Donzy (58102)                   |
| 25. Garchy (58122)                  | 26. Giry (58127)                      | 27. La Celle-sur-Loire (58044)      |
| 28. La Celle-sur-Nièvre (58045)     | 29. La Charité-sur-Loire (58059)      | 30. La Marche (58155)               |
| 31. Lurcy-le-Bourg (58147)          | 32. Menestreau (58162)                | 33. Mesves-sur-Loire (58164)        |
| 34. Montenoison (58174)             | 35. Moussy (58184)                    | 36. Murlin (58186)                  |
| 37. Myennes (58187)                 | 38. Nannay (58188)                    | 39. Narcy (58189)                   |
| 40. Neuvy-sur-Loire (58193)         | 41. Oulon (58203)                     | 42. Perroy (58209)                  |
| 43. Pougny (58213)                  | 44. Pouilly-sur-Loire (58215)         | 45. Prémery (58218)                 |
| 46. Raveau (58220)                  | 47. Saint-Amand-en-Puisaye (58227)    | 48. Saint-Andelain (58228)          |
| 49. Saint-Aubin-les-Forges (58231)  | 50. Saint-Bonnot (58234)              | 51. Saint-Laurent-l'Abbaye (58248)  |
| 52. Saint-Loup (58251)              | 53. Saint-Malo-en-Donziois (58252)    | 54. Saint-Martin-sur-Nohain (58256) |
| 55. Saint-Père (58261)              | 56. Saint-Quentin-sur-Nohain (58265)  | 57. Saint-Vérain (58270)            |
| 58. Sainte-Colombe-des-Bois (58236) | 59. Sichamps (58279)                  | 60. Suilly-la-Tour (58281)          |
| 61. Tracy-sur-Loire (58295)         | 62. Tronsanges (58298)                | 63. Varennes-lès-Narcy (58302)      |
| 64. Vielmanay (58307)               |                                       |                                     |